# سفارة أوغندا في الولايات المتحدة
سفارة أوغندا في الولايات المتحدة هي أرفع تمثيل دبلوماسي لدولة أوغندا لدى الولايات المتحدة. تقع السفارة في شمال غربي واشنطن العاصمة وهي تهدف لتعزيز المصالح الأوغندية في الولايات المتحدة.

## وصلات خارجية
- قائمة سفارات أوغندا
- قائمة السفارات في الولايات المتحدة